# Marie Krogh
Pour les articles homonymes, voir Krogh.
Marie Krogh, née Birte Marie Jørgensen le 25 décembre 1874 à la ferme de Vosegård (paroisse de Husby, comté d'Odense) dans l'actuelle commune de Middelfart et morte le 26 mars 1943 à Copenhague, est une physiologiste et médecin danoise, épouse d'August Krogh, lauréat du prix Nobel.

## Enfance et études
Birte Marie Jørgensen est la fille de Anders et Ane Jørgensen, un couple de fermiers du domaine de Wedellsborg en Fionie. Cinq de ses frères et sœurs meurent enfants de la tuberculose. Elle veut devenir médecin mais ne commence ses études qu'à 24 ans, jusqu'alors retenue à la ferme pour aider sa mère.
Elle part étudier à Copenhague à l'école Zahle où elle prépare le concours d'entrée à l'Université. Elle réussit son admission à l'Université de Copenhague en 1901 
En 1904, August Krogh devient l'instructeur de travaux de laboratoire du groupe d'étudiants dont Marie est la seule femme. Malgré l'a priori misogyne d'August, une idylle autant qu'une collaboration se noue rapidement avec Marie. Avant même d'être diplômée, elle commence à assister August Krogh dans les recherches qu'il mène pour le professeur de physiologie Christian Bohr dans le laboratoire de celui-ci.
Marie obtient son diplôme de médecin en 1907.
Au cours des années qui suivent, elle mène de front sa carrière de médecin, la fondation de sa famille, la collaboration avec August Krogh et ses propres recherches qui l'amènent à devenir en 1914 la quatrième femme à obtenir le titre de « Docteur en sciences médicales ».

## Activités de recherche
Quand Marie fait la connaissance d'August Krogh, celui-ci a été recruté par Christian Bohr à l'Université de Copenhague comme enseignant et assistant de recherches. Le jeune scientifique a été remarqué pour son ingéniosité créative et sa rigueur intellectuelle et méthodologique. Bohr l'a en particulier chargé de démontrer que l'oxygène passe de l'air des alvéoles pulmonaires au sang par un phénomène de transport actif, une sorte de sécrétion. Krogh a miniaturisé un appareil, le micro-tonomètre, qui permet de procéder à des mesures de pression des gaz directement dans la carotide, mais les résultats des expérimentations menées par August et Marie vont plutôt à l'encontre de la théorie de la sécrétion défendue par Bohr.

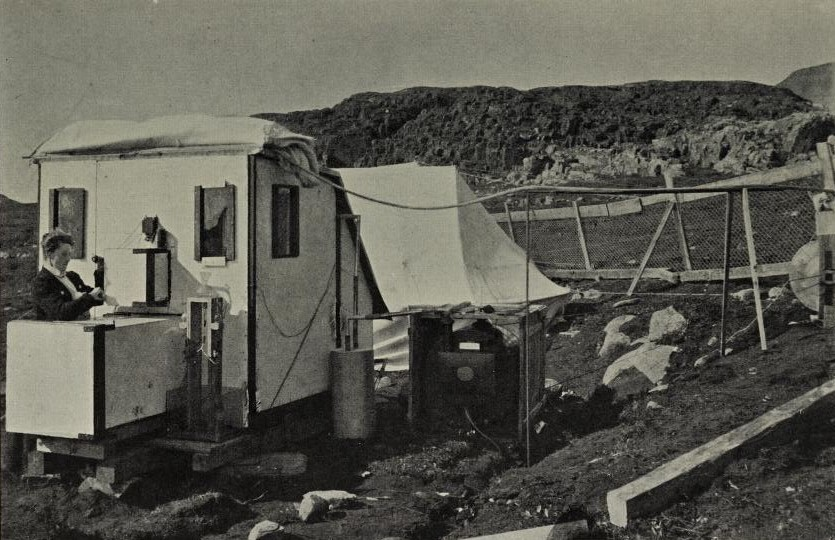
Marie Krogh opérant avec la chambre expérimentale de mesure du métabolisme respiratoire (expédition de 1908 au Groenland d'August et Marie Krogh).

Pendant l'été 1908, le couple Krogh part au Groenland, sur l'île de Disko, étudier la nutrition et le métabolisme des populations locales. Ce voyage marque également la fin de la collaboration pour Christian Bohr.
Les années qui suivent sont difficiles car les appointements d'August ne sont pas au niveau espéré et l'obtention d'un laboratoire tarde à venir.
En janvier 1910, les Krogh publient dans la revue Skandinavisches Archiv für Physiologie sept articles scientifiques qui présentent les résultats des travaux menés  au cours des années précédentes par August et Marie sur la physiologie de la respiration. Marie co-signe deux d'entre eux : On the Tensions of Gases in the Arterial Blood (À propos des pressions de gaz dans le sang artériel) et On the Rate of Diffusion of Carbonic Oxide into the Lungs of Man (À propos du taux de diffusion du monoxyde de carbone dans les poumons humains). Ces sept articles surnommés « The seven little devils » (Les sept petits diables) marquent un tournant important de l'histoire de la physiologie.
Marie Krogh présente, en 1914, sa thèse Luftdiffusionen gennem Menneskets Lunger (Diffusion de l’air à travers les poumons humains) qui démontre définitivement qu'à l'intérieur des poumons la pénétration de l'oxygène jusque dans le sang se produit par simple diffusion.

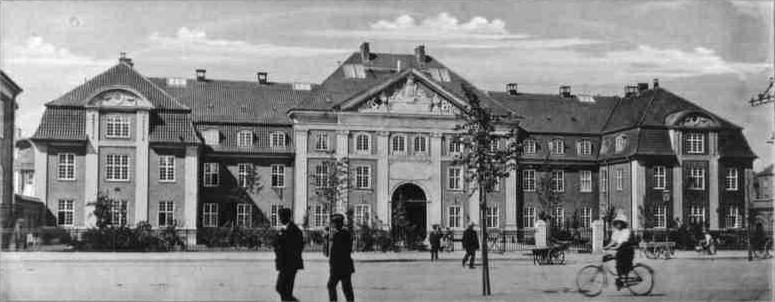
Le Rigshospitalet, à Copenhague, à l'époque où Marie Krogh y exerçait.

Elle est l'inventeur du test de capacité de diffusion du monoxyde de carbone ou DLCO (The single breath carbon monoxide (CO) diffusing capacity test) dont elle décrit précisément les principes et l'application. Plus de cent ans après, ce test est toujours employé des centaines de milliers de fois par an dans les cabinets de pneumologie du monde en entier pour évaluer l'état fonctionnel des patients atteints d'affections respiratoires.
Elle poursuit des travaux sur l'hémoglobine et sur les effets biologiques de la digitale. Elle normalise notamment la digitaline pour la production et l'utilisation médicamenteuses.
En 1914 et 1915, alors qu'elle est assistante clinique au Rigshospitalet dans le service de Hans Christian Gram, elle participe à une partie des travaux de celui-ci sur la glande thyroïde. En tant que clinicienne, elle continue à s' intéresser à ce sujet pour diagnostiquer et traiter ses patients atteints de la maladie de Basedow. Elle y revient comme chercheuse vers 1930, en collaboration avec Harald Okkels, pour explorer l’interaction entre la glande thyroïde et l’hypophyse.
Tout au long de sa carrière, elle accorde aussi un grand intérêt aux questions nutritionnelles.

## Activités de développement
August est récompensé d'un prix Nobel en 1920 pour ses travaux sur l'adaptation du flux sanguin à la demande musculaire. Peu de temps après, Marie apprend qu'elle est atteinte de diabète de type 2, une maladie qu'à l'époque on ne sait pas vraiment soigner. La tournée de conférences qu'August avait prévue à l'issue de son Nobel est repoussée à 1922, en attendant que Marie se sente mieux et puisse l'accompagner.
Pendant que le couple se trouve aux États-Unis, des progrès considérables sont accomplis par des chercheurs canadiens sur l'isolement de l'insuline et son utilisation thérapeutique. Marie insiste alors auprès de son mari pour qu'il prenne contact avec les découvreurs. Les Krogh sont les bienvenus à Toronto où  John Macleod accueille August en novembre 1922.
Ils reviennent au Danemark avec la recette d'extraction de l'insuline et la permission d'en engager la fabrication pour la Scandinavie, ce qu'ils entreprennent dès le mois de décembre. Ils s'associent avec le médecin Hans Christian Hagedorn pour améliorer le procédé et avec le pharmacien August Kongsted pour financer les investissements. Dès le printemps 1923, les premiers patients sont traités. Les premiers lots d'insuline sont commercialisés par la compagnie appartenant à Kongsted sous la marque Leo, puis une compagnie dédiée est fondée, la Nordisk Insulinlaboratorium, qui prendra le relais. Les frères Pedersen, chargés de concevoir les machines, participent également au lancement mais rapidement ils prennent leur indépendance et créent une société concurrente, Insulin Novo. Les deux entreprises ne fusionneront qu'en 1989 pour former l'entreprise pharmaceutique Novo Nordisk.
Au cours des années 30, Marie Krogh s'investit beaucoup dans le débat public pour promouvoir une meilleure attention à la nutrition et préconiser un régime riche en fruits et légumes frais.  Elle soutient également l'éducation scientifique des filles.

## Reconnaissances
En 1930, Marie Krogh reçoit la bourse de voyage Tagea Brandt, qu'elle emploie pour se rendre aux Canaries y étudier la nutrition.
Le « prix Marie et August Krogh »  (Marie og August Krogh Prisen), attribué par l'Organisation des sociétés médicales danoises, récompense chaque année au Danemark un chercheur d'exception. Il est doté d'une bourse de recherche de 1 250 000 DKR et d'une prime personnelle de 250 000 DKR financées par la fondation Novo Nordisk. Prenant conscience du rôle déterminant de Marie Krogh dans l'histoire de la Fondation et de la recherche en physiologie, le « prix August Krogh », créé en 1969, a changé de nom en 2009 pour reconnaître à leur pleine valeur les contributions des deux époux.

## Vie familiale
Encore étudiante, Marie Jørgensen épouse August Krogh en 1905. Il est alors son professeur mais il a le même âge qu'elle.
Elle donne naissance à quatre enfants vivants, nés entre 1908 et 1918. La benjamine, Bodil Mimi, suivra la vocation de physiologiste de ses parents, épousera le biologiste Knut Schmidt-Nielsen et deviendra la première femme présidente de la Société américaine de physiologie.
À son retour du Groenland, Marie Krogh exerce comme médecin généraliste à Copenhague. Avant que la renommée d'August devienne importante, ce métier lui permet de subvenir aux besoins de la famille. Elle l'exercera tout au long de sa carrière, sans cesser de soutenir les recherches de son mari et de poursuivre parallèlement les siennes.
En 1923, l'Institut Rockefeller accepte la proposition d'August Krogh de construire un centre de recherches au Danemark. Le Rockefeller Instituttet ouvre à Copenhague en 1928, équipé de nombreux laboratoires. Les Krogh y bénéficient d'un pavillon où s'installe la famille, au numéro 34 de la voie Juliane Marie.  
Marie Krogh décède en 1943 d'un cancer du sein.